# モーナ・ルダオ
モーナ・ルダオ(セデック語：Mona Rudao／漢字：莫那・魯道)（1880年 - 1930年）は日本統治時代の台湾における台湾原住民の霧社セデック族マヘボ社の頭目。大規模な抗日武装反乱として知られる霧社事件を起こして日本と戦ったが敗死した。名前は「父ルダオの子であるモーナ」という意味。
生年には諸説あり、当時の台湾総督府の記録は1882年としているが台湾側では1873年の説もある。

## 出自

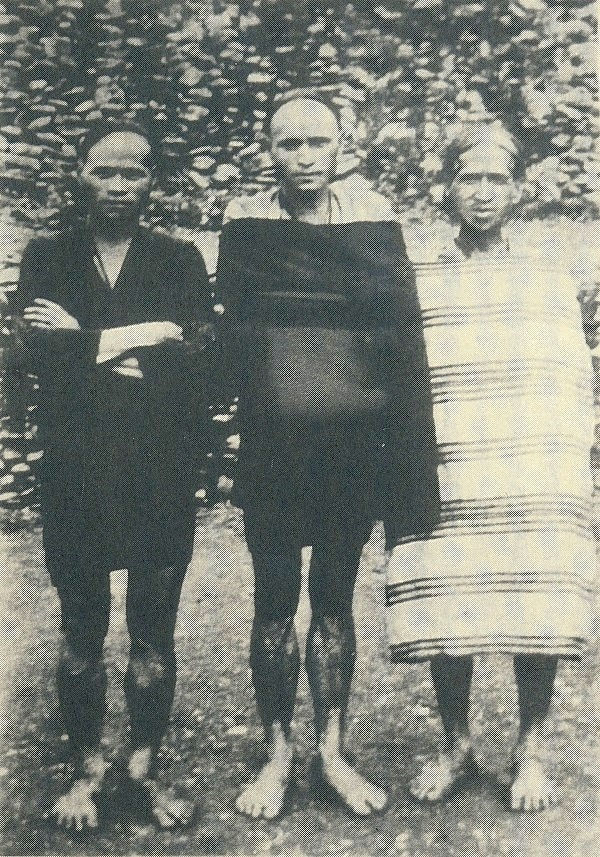
モーナ・ルダオ (中央)と霧社蕃の有力者。この写真はモーナの養女が日本関係者から渡され保管していたが、日本の映像関係の会社が持ち出して返還されていないという。

父ルダオ・ルヘの死後にマヘボ社の頭目を世襲した。霧社セデック族は下関条約及び乙未戦争で台湾を領有した日本に対して遅くまで抵抗を続け、1910年に最終的に日本に帰順するまで多くの犠牲者を出していた。
モーナ・ルダオの頭目としての実力は霧社セデック族の中で高く評価されていた。1911年に他の台湾原住民の頭目達とともに内地観光に招かれた。これは日本側が台湾原住民側に「開化社会の様子」を教えるためであったという。この日本観光について同胞に感想を求められたモーナは多くを語らなかったが、「タナトゥヌ（日本人）は河原の石のように多い」とだけ答えていたという。しかしその後モーナは対日蜂起を試みては、事前に当局に察知されて断念する、ということを繰り返していた。

## 霧社事件
モーナ・ルダオの妹はマヘボに赴任した日本人の警察巡査に嫁いだが、この巡査は後に勤務中に崖から転落し行方不明になった。モーナ側は妹が捨てられたと感じ、これが後の霧社事件の一因となったという。その他にも部族が日頃から日本側により徭役で酷使されたことや、モーナ・ルダオの長男タダオ・モーナが日本人巡査とトラブルを起こし、巡査側がモーナ側の謝罪を受け入れなかったことや、過去の日本軍の討伐に対する恨みなどから、モーナは1930年10月27日に霧社事件を起こした。
モーナはマヘボ社など霧社セデック族6社を率いて日本人を襲撃した後に山にこもり、日本軍と交戦したが11月2日に家族を自殺させ、もしくは殺害した後、自身も自殺したと伝わる。モーナの長男タダオと次男バッサオは共に戦闘に加わっていたが、まずバッサオがマヘボ社防衛の指揮中に戦死し、タダオも抗戦の末に自殺した。
モーナ・ルダオの遺体と愛銃は1934年になって発見され、産物展覧会で見世物にされた。遺骨は標本として台北帝国大学土俗人種学研究室、台湾大学考古人類学系で保存、陳列された。1973年に遺骨はようやく霧社の地に返還され、新たに造られた「莫那魯道烈士之墓」に埋葬された。
第二次世界大戦後に台湾を支配した国民政府はモーナ・ルダオを英雄扱いしたが、セデック語や日本語で育ったセデック族の人々には中国語を理解するのは難しく、事件の情報は正しく発信されなかった。

## 記念
抗日の英雄として2001年発行の20元硬貨に刻まれている。

## 映画『セデック・バレ』
2011年、映画『海角七号 君想う、国境の南』の監督を務めた魏徳聖が、映画『セデック・バレ』を作った。この話はモーナ・ルダオの青年時代、霧社事件から日本軍の戦いまでのシーンがある。映画は前編と後編に別れ、前編は『太陽旗』、後編は『虹の橋』。出演者は、モーナ・ルダオ役がタイヤル族出身の林慶台。映画では主にセデック語（原住民語）と日本語を喋っている。